# Glagolita ábécé

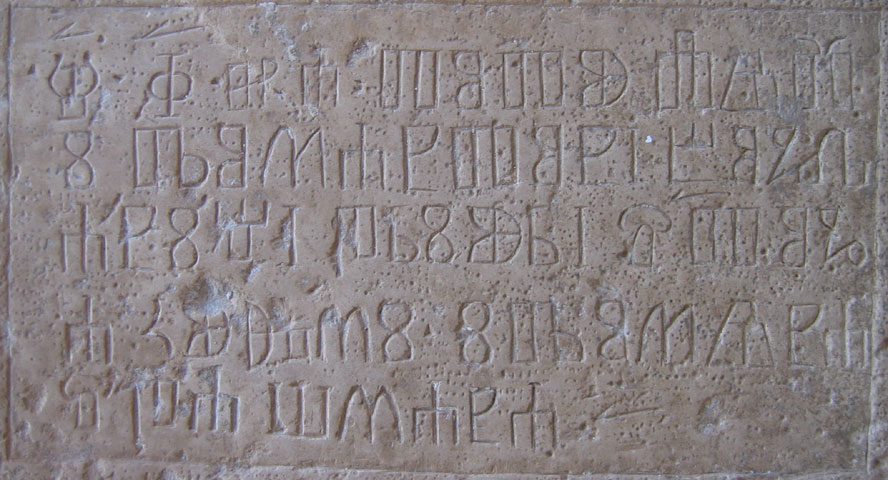
Egy dalmát kolostor falának glagolita felirata

A glagolita egy negyven önálló és egy kiegészítő jelből álló szláv ábécé.

## A glagolita írás története
Egyes források szerint Cirill találta fel a glagolita írást, míg a cirill írást az ő tanítványai.
Metód 885-ben bekövetkezett halála után V. István pápa betiltotta a szláv liturgikus nyelvet, Metód tanítványai ezért Borisz/Mihail (852–888) bolgár fejedelem udvarába menekültek. Évekkel később, már I. Simeon bolgár cár (893–927) udvarában, Preszlavban komoly irodalmi központ alakult ki. Itt alkotott Kliment Ohridszki (†916), majd Konsztantin presbiter és Ioann exarcha. Ők Cirill betűtípusát továbbfejlesztve kidolgoztak az új ábécét egy 10. századi görög unciális írástípus alapján. Ez viszonylagos elszigeteltsége miatt megőrizte eredeti kirillica formáját, melyet A. Vaillant kutatásai szerint később megkülönböztetésül róluk neveztek el. A glagolica terminus ugyanis a horvát szerkesztésű egyházi szláv nyelvből származik, mivel a horvát (katolikus) papok neve: glagoljasi (a beszél = glagoljati igéből).
A horvát nyelv első szövegei a 9. században íródtak glagolita ábécével, de nem maradtak fenn. A legrégebbről fennmaradottak a 11. századból származnak. Ezek többségét kőbe vésték, mint például a baškai kőtábla. Ez az első olyan óegyházi szláv nyelvű szöveg (glagolita írással), amelyben a nép nyelvének elemei is fellelhetők. Ugyanakkor ez a horvát nép első írásos megemlítése is.
A 12. században a nyelv leírására elkezdték használni a cirill ábécét is. A latin ábécét csak a 14. század óta használják, eleinte egy ideig párhuzamosan az előző kettővel. A glagolita írást egész Horvátországban a 15. század végéig használták még, sőt egyes tengerparti régiókban a 19. század elejéig.

## A glagolita írás jelei
A glagolita írásnak két változata alakult ki. Az úgynevezett obla glagoljica, mely jelentése "kerek, kerekített" (fölső táblázat) és az uglata vagy hrvatska glagoljica, azaz szögletes illetve horvát glagolita írás (alsó kép).

|                 |            |              |                   |          |              |                   |                |             |             |
| az (azъ)        | buky       | vedi (vědi)  | glagoli (glagolъ) | dobro    | jest (jestъ) | zhivete (žvitěte) | dzelo (dzělo)  | zemlja      | iže         |
|                 |            |              |                   |          |              |                   |                |             |             |
| i               | děrv       | kako         | ljudi (ľudьja)    | myslite  | nash (našь)  | on (onъ)          | pokoi (pokojь) | rtsi (rьci) | slovo       |
|                 |            |              |                   |          |              |                   |                |             |             |
| tverdo (tvъrdo) | uk (ukъ)   | fert (fertъ) | kher (chěrъ)      | ot (otъ) | sta (šta)    | ci                | ča             | ša          | yerj (jerъ) |
|                 |            |              |                   |          |              |                   |                |             |             |
| jery            | jer (jerь) | jať          | jo                | ju       | ens (ęsъ)    | yens (jęsъ)       | ons (ǫsъ)      | jons (jǫsъ) | thita       |
|                 |            |              |                   |          |              |                   |                |             |             |
| izhitsa (yžica) |            |              |                   |          |              |                   |                |             |             |

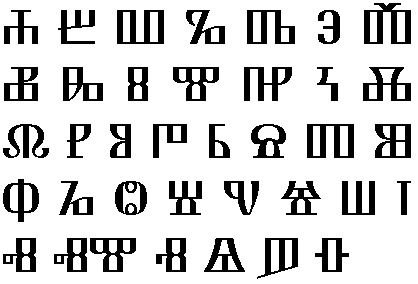

A glagolita írás eredetével kapcsolatban találhatók adatok a Rovás Atlaszban is.

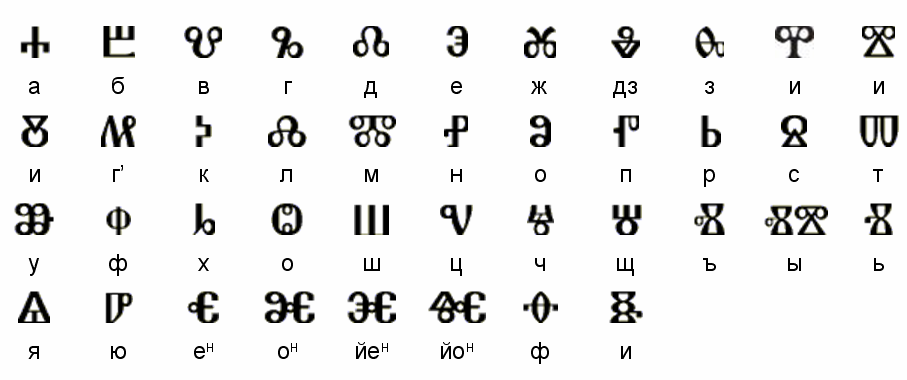
A glagolita és a mai cirill ábécé összehasonlítása (felül a glagolita betűk, alattuk a cirill betűk)

## Unicode
A glagolita ábécé a Unicode-szabványba 2005 márciusában került a 4.1-es verzió kiadásával. A hozzá tartozó Unicode-blokk az U+2C00 és az U+2C5F közti tartomány. A glagolita kiegészítő karakterek a Unicode szabvány 9.0 verziójában jelentek meg 2016 júniusában.